# Charles Léopold Laurillard
Charles Léopold Laurillard (Montbéliard, 21 gennaio 1783 – Parigi, 1853) è stato un naturalista francese.
Suo padre morì quando aveva 13 anni e, seppur di umili origini, poté continuare i suoi studi al collegio. Nel 1803 si trasferì a Parigi e l'anno successivo incontrò Frédéric Cuvier, fratello di Georges, anch'esso naturalista; questi assunse Laurillard al Museo nazionale di storia naturale di Francia, dove divenne segretario personale di Georges Cuvier; rimase a lavorare presso il Museo anche dopo la morte di quest'ultimo, nel 1832. Scrisse varie opere di anatomia comparata e descrisse per la prima volta anche vari generi e specie.